# ك. س. ياداف
ك. س. ياداف (بالإنجليزية: K. C. Yadav)‏ هو مؤلف هندي، ولد في 11 أكتوبر 1936.